# Computerra
Computerra (russe : Компьютерра) était un périodique hebdomadaire russe portant sur l'informatique. La première édition est publiée le 21 décembre 1992 par C&C Computer Publishing Limited.
Une version en ligne existe, qui apportait des compléments à la version papier avant de devenir l'unique format du magazine. En effet, en raison de problèmes financiers et de manque de matériel publicitaire, le numéro 811-812 du 15 décembre 2009 est annoncé comme le dernier numéro publié en version papier.
Le fondateur du périodique est Dmitriy Mendrelyuk. Son siège social est à Moscou.
Le public cible de Computerra inclut la classe ouvrière masculine de 25 à 34 ans impliquée dans l'informatique, dont le statut social est élevé, et le revenu moyen ou élevé.
Computerra diffère de du reste de la presse informatique en ce que le magazine ne traite pas seulement de matériel informatique ou de logiciels, mais aussi de considérations philosophiques sur la vie.
Le site Alexa.com classe Computerra.ru 36,816e à compter de janvier 2016.

## Histoire
Rédacteurs en chef :
- Georgiy Kuznetsov (1995-1998) ;
- Eugène Kozlovsky (1998-2004) ;
- Sergey Leonov (2004-2006) ;
- Dmitriy Mendrelyuk (temporaire en 2006) ;
- Vladimir Gouriev (2007-2008 ;
- Vladislav Biryukov.